# Casa de Butrón
|  | Per a altres significats, vegeu «Butrón». |

La casa de Butrón (en el castellà medieval Buitrón) fou un llinatge de la noblesa feudal de la Corona de Castella, descendent directe de la casa d'Haro, la casa de Borgonya i per aquesta línia familiar dels monarques dels regnes d'Astúries, Castella, Lleó, Aragó, Navarra, Portugal, la dinastia Capet de França, la dinastia Hohenstaufen d'Alemanya, la casa de Plantagenet d'Anglaterra, la casa de Normandia i la casa d'Uppsala. El cognom basc Butrón procedeix de la paraula buitrón o voltor. No obstant això, es pensa que el seu veritable significat deriva de "butrón", utensili implementat per a la pesca (un con que deixa passar l'aigua atrapant els peixos). Est era utilitzat en el riu Butrón que es troba davant del Castell de Butrón, i aquest lloc era anomenat així perquè utilitzaven "butrones" per a la pesca.
El Castell de Butrón es troba a la avant església de Santa María de Gatica, de la merindad d'Uribe, en el partit judicial de Durango, i d'aquí les seves branques es van establir en la Vila de Bilbao, Plentzia i en la merindad d'Uribe. Al fogatge de 1704 trobem vuit cases citades, una en Bakio, quatre en Plentzia i tres en Gatica. Uns altres van passar a Hondarribia i Ormaiztegi (Guipúscoa). El solar de Butrón és un dels més antics i il·lustres llinatges de Biscaia. El llinatge del solar de Butrón comença en Juan Pérez de Butrón, I senyor de la casa de Butrón.

## Història de Casa de Butrón

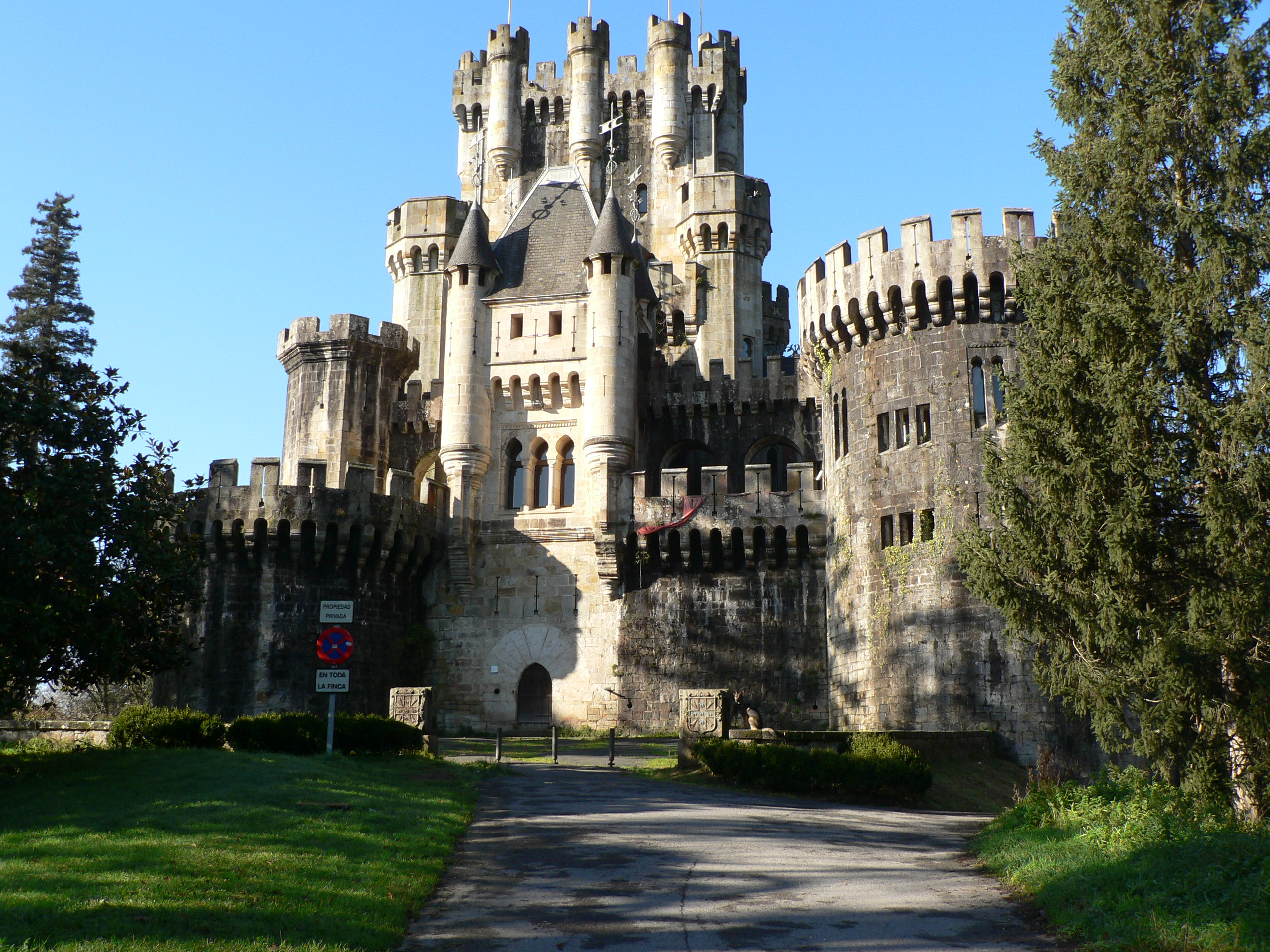
Solar originari del llinatge: Castell de Butrón, situat a la província de Biscaia

En els seus inicis els avantpassats de la casa de Butrón eren descendents directes de la Casa d'Haro del Senyoriu de Biscaia i dels monarques dels regnes d'Astúries, Lleó i Navarra pel matrimoni que va efectuar Diego López d'Haro "el Blanc", VIII senyor de Biscaia, Alava, Nájera i Haro amb María Ordóñez, besneta per línia paterna del rei Fruela II de Lleó i Galícia, i rebesneta del rei de Navarra Sanç I de Plamplona
Un dels seus descendents, Gómez González de Butrón i Múgica, VII senyor de la casa de Butrón, fortaleses de Zaballa, Abadiano i Ochandiano, i de la Vall d'Aramayona, va contreure matrimoni amb Elvira Sánchez de Leyva, rebesneta per línia materna del rei de Castella i Lleó Alfons XI de Castella, emparentant-se així el llinatge de la casa de Butrón amb els descendents de la casa de Borgonya i per aquesta línia familiar dels monarques dels regnes d'Astúries, Castella, Lleó, Aragó, Navarra, Portugal, la dinastia Capet de França, la dinastia Hohenstaufen d'Alemanya, la casa de Plantagenet d'Anglaterra, el Regne d'Escòcia, la casa de Normandia i la casa d'Uppsala, dels qui, entre uns altres, descendeixen en línia de parentiu directa els senyors de la casa d'Emparan i Orbe, de les nobles viles d'Azpeitia i Ermua.
- Diego López d'Haro "el Blanc", VIII senyor de Biscaia, Alava, Nájera i Haro. Va contreure matrimoni amb María Ordóñez, filla del Comte Ordoño Ordóñez, senyor de Lemos i Urraca Garcia. Van ser pares de Sancho Díaz, segueix en la línia descendent de parentiu.

- Sancho Díaz, senyor de Tovia, nascut cap a l'any de 1110. Va morir en 1169. Va contreure matrimoni amb María Díaz Duc i van ser pares de Diego Sánchez del qual prové el llinatge de Rojas i Juan Sánchez, segueix en la línia descendent de parentiu.

- Juan Sánchez, va néixer cap a l'any de 1130 i va ser pare d'Ochoa Ibáñez, segueix en la línia descendent de parentiu.

- Ochoa Ibáñez, va néixer cap a l'any de 1150, va poblar i va viure a Aranguiz. Va ser pare de Pedro Ochoa d'Aranguiz, segueix en la línia descendent de parentiu.

- Pedro Ochoa d'Aranguiz, senyor d'aquest antic Solar, va néixer cap a 1170. Va tenir diversos fills sent Juan Pérez d'Aranguiz el segon legítim, segueix en la línia descendent de parentiu.

- Juan Pérez d'Aranguiz, va néixer en Aranguiz, Biscaia, cap a l'any de 1190. Va poblar i va viure en Villela i va ser pare de Juan Sánchez que va heretar el solar de Villela, Iñigo Ortiz que va poblar Ibargüen i Juan Pérez que va poblar en Butrón i va fundar aquesta noble Casa Solar, segueix en la línia descendent de parentiu.

- Juan Pérez de Butrón, I senyor de la casa de Butrón, va néixer a Arangiz, Biscaia, cap a l'any de 1210. En ell comença Esteban de Garibay la genealogia de la Casa de Butrón, i manifesta que va viure en temps del Rei Alfons X de Castella, sent gran privat del Comte Lope, Senyor de Biscaia. Va ser, en efecte, Ric-home del Rei Alfons X de Castella, i com tal va confirmar privilegis del Monarca. Va contreure matrimoni amb Emilia d'Estrada, pertanyent aquesta al llinatge del Regne d'Astúries. Van ser pares d'Ochoa Ibáñez de Butrón, segueix en la línia descendent de parentiu.

- Ochoa Ibáñez de Butrón, II senyor de la casa de Butrón, va néixer en Butrón, Biscaia, cap a l'any de 1230. Va contreure matrimoni amb Tota Ibáñez de Valmaseda, Senyora de Cortezubi, filla de Juan Ortíz de Valmaseda, tresorer del Rei. Van ser pares d'Ochoa de Butrón i de Gómez González de Butrón, segueix en la línia descendent de parentiu. Ochoa Ibáñez de Butrón va morir amb el seu fill primogènit Ochoa, en la batalla d'Altamira l'any de 1275.

- Gómez González de Butrón, III senyor de la casa de Butrón, va heretar el Solar després de la mort del seu germà primogènit. Va néixer cap a l'any de 1260, en Butrón. Va ser Senyor de la casa de Gorte-Zubi, de la meitat dels palaus del carrer Vell de Balmaseda i de les cases de Burgos. Va contreure matrimoni amb Mayor d'Abendaño, filla de Juan Pérez d'Abendaño, III Senyor d'Aramayona, Urkizu i Arrieta. Van ser pares d'Ochoa de Butrón, segueix en la línia descendent de parentiu.

- Ochoa de Butrón, IV senyor de la casa de Butrón, va néixer en Butrón cap a l'any de 1300. També conegut com a Ochoa de Villela. No s'ha trobat amb qui va contreure matrimoni però va tenir com a fills legítims a Gonzalo Gómez de Butrón, segueix en la línia descendent de parentiu, Juan Gómez de Butrón que va heretar i va fundar la Casa i llinatge de Meñaca, Pedro González de Butrón, que es va assentar en Gámiz, Ochoa Pérez de Butrón que va fundar la Casa de Butrón en Plasencia, i dues filles que van contreure matrimoni amb Martín Ortiz de Martiartu i Juan Sáez d'Asúa.

- Gonzalo Gómez de Butrón, V senyor de la casa de Butrón, va néixer en Butrón cap a l'any de 1340. Va ser Senyor dels palaus de Balmaseda i els seus patronats de Biscaia. L'any de 1393 va donar mort a Juan Sánchez de Villela, senyor de la Casa de Villela. El seu fill també anomenat Juan Sánchez, per venjar la mort del seu pare, va sol·licitar ajuda als senyors de Vila-Real, Juan de Sant Joan i Martín Ruiz d'Avendaño, que malgrat ser parents del Butrón, van afavorir al de Villela, quedant enemistades les famílies. Els de Butrón van prendre part en el bàndol dels oñacinos i els d'Avendaño en el bàndol dels gamboïns que van lluitar per molts anys en les guerres dels bàndols Gonzalo Gómez de Butrón, va morir en 1423 servint al rei Juan II de Castella en el lloc de Sant Vicent. Va contreure matrimoni amb Elvira Sánchez Zamudio, senyora de la Casa d'Ibargüen i Ochandategui, filla d'Ordoño de Zamudio, senyor de la Casa de Zamudio, de Sant Martín d'Arteaga i Torres de Salcedo i de Mencia de les Ribas, senyora de la casa solar d'Ibargüen, besneta d'Iñigo Ortiz, germà de Juan Pérez de Butrón, I senyor de la Casa de Butrón. Van ser pares de Gonzalo Gómez de Butrón, segueix en la línia descendent de parentiu i María de Butrón, senyora del Palau de Balmaseda, que va contreure matrimoni amb Sancho Sánchez de Velasco, senyor de la Revilla.

- Gómez González de Butrón, VI senyor de la casa de Butrón, va néixer a Butrón cap a 1370. Va morir l'any de 1435. Va contreure matrimoni amb María Alonso de Múgica, III senyora de la Casa de Múgica i VII de la Vall d'Aramayona, filla de Juan Alonso de Múgica, senyor de la Casa de Múgica i de Juana González d'Agüero. Van ser pares de Gómez González de Butrón i Múgica, segueix en la línia descendent de parentiu, Juana de Butrón i Múgica que va contreure matrimoni amb el cronista de l'època Lope García de Salazar, María Alfonsa que va heretar la casa d'Ormaza i de Gonzalo Gómez de Butrón i Múgica, que va contreure matrimoni amb Teresa Luisa de Leguizamón i Mondragón, filla de Luis de Leguizamón, IV Patró de Begoña, i de María Ochoa de Mondragón.

- Gómez González de Butrón i Múgica, VII senyor de la casa de Butrón, fortaleses de Zaballa, Abadiano i Ochandiano, i de la Vall d'Aramayona. Va ser comendador de Mora en l'Ordre de Santiago. En les guerres dels bàndols del País Basc va ser cap del bàndol oñacino, enemic de Pedro d'Avendaño, senyor de la Vila Real i Urquizo a qui el bàndol gamboíno tenia pel seu Parent Major. Va ser mort en batalla l'any 1447. Va contreure matrimoni amb Elvira Sánchez de Leyva, rebesneta per línia materna del rei de Castella i Lleó Alfonso XI el Justicier. D'aquest matrimoni van néixer quatre fills, entre els quals es troben: Juan Alonso, VIII senyor de la casa de Butrón, Gonzalo Gómez, Ochoa Gómez i Juana Ibáñez de Butrón i Múgica que va contreure matrimoni el 18 de gener de 1450 amb Martín Ruiz de Gamboa, senyor de la casa d'Olaso, patró dels monestirs de Sant Bartolomé d'Olaso, Sant Andrés de Éibar, Santa Maria de Plasencia, Sant Martín de Zallurroa i Santa María de Goyaz.

## Escut d'Armes

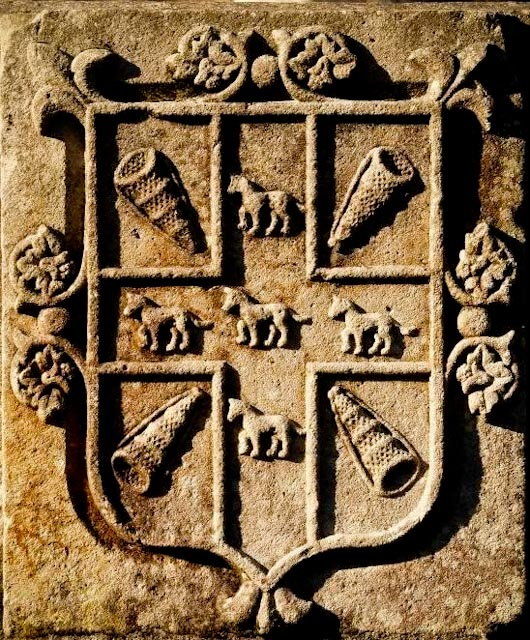
Escut de la Casa de Butrón situat al castell de Butrón.

Les armes de Butrón, al principi, portaven els llops de Biscaia, fins que un dels seus senyors, per haver-se trobat en la batalla de les Navas de Tolosa, i en record d'ella, les modifico, organitzant-les de la següent manera: De gules, amb una creu de plata, carregada de cinc llops passants, de sabre, i cantonada de quatre cantonades d'or.
Independentment del que s'afirmi, la veritat és que aquest escut ho van ostentar des de temps molt antics els Butrón, en Santa María de Gatika, Bilbao i Merindad d'Uribe.
Els Butrón Muxika (Múgica) van utilitzar: Partit: lº les armes anteriorment descrites per Butrón, i 2º, de gules, amb una banda d'or, engolada en caps de dracs de sinople, i acompanyada de dos escuts de plata, carregat cadascun d'ells de tres faixes d'Azur, pel cognom Muxika (Múgica).